# آيت احساين (آيت يدير)
آيت احساين هو دُوَّار يقع بجماعة ضاية عوا، إقليم إفران، جهة فاس مكناس في المملكة المغربية. ينتمي الدوّار لمشيخة آيت يدير التي تضم 6 دواوير. يقدر عدد سكانه بـ 1204 نسمة حسب الإحصاء الرسمي للسكان والسكنى لسنة 2004.

## وصلات خارجية
- البوابة الوطنية للجماعات الترابية
- المندوبية السامية للتخطيط